# Luis Belmonte Bermúdez
Luis Belmonte Bermúdez (Siviglia, 1578 – Madrid, 1650) è stato un poeta, drammaturgo, e storico delle Indie del secolo d'oro spagnolo.

## Biografia
Si discute la data di nascita, compresa tra la fine 1570 e l'inizio 1590. Mentre era ancora molto giovane, si recò in Messico e l'anno seguente in Perù. Da allora si dedicò alla letteratura. Ha ricoperto il ruolo di storico e di segretario del generale Pedro Fernández de Quirós. Egli ha lasciato una Historia del descubrimiento de las regiones Austriales hecho por el general Pedro Fernández de Quirós. Dopo un ulteriore soggiorno in Messico tornò in Spagna nel 1616 e si stabilì a Siviglia. Nel 1620 è a Madrid dove partecipa alla Fiera poetica di San Isidro. Da allora, lascia la poesia e si dedica interamente al dramma. Autore di due poesie epiche: La aurora de Cristo e La Hispálica, relative alla conquista di Siviglia. Si conservano anche una mezza dozzina di opere teatrali; le più celebrate sono El mayor contrario amigo e Diablo predicador. Scritte anonime per le libertà di contenuto di cui si facevano portavoce i protagonisti dei drammi, hanno avuto problemi con la censura, diversi anni dopo. Suoi contemporanei videro in essa una celebrazione della vita francescana e la pratica della carità, poi intesa come una più vasta critica anticlericale. In collaborazione con Agustín Moreto e Martínez de Meneses ha scritto El rinnegato Valladolid,  la commedia mitologica Los trabajos de Ulises e La mejor luna africana (quest'ultima insieme anche a Juan Vélez de Guevara, Luis Vélez de Guevara, Alfaro, Sigler de Huerta, Jerónimo de Cáncer e Pedro Rosete Niño).